# Starojur'evskij rajon
Lo Starojur'evskij rajon (in russo Староюрьевский район?) è un rajon dell'Oblast' di Tambov, nella Russia europea; il capoluogo è Starojur'evo. Istituito nel 1928, ricopre una superficie di 1.040 chilometri quadrati e consta di una popolazione di circa 15.000 abitanti.